# Ryfamycyny

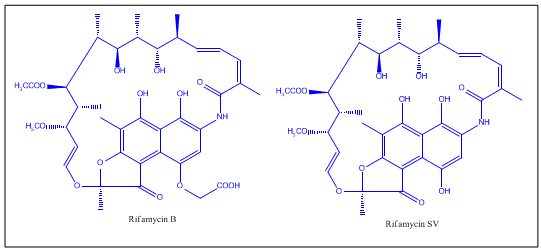
Ryfamycyna B i SV

Ryfamycyny, rifamycyny – grupa antybiotyków pochodzenia naturalnego, wytwarzanych przez bakterię Amycolatopsis mediterranei lub produkowanych na drodze syntezy chemicznej. Należą do szerszej grupy antybiotyków ansamycynowych.
Są szczególnie przydatne w leczeniu mykobakteriozy, w tym gruźlicy i trądu, oraz zakażenia bakteriami wchodzącymi w skład Mycobacterium avium complex (MAC). Zawierają macierzyste związki ryfamycynowe, jak również pochodne: ryfampicynę, ryfabutynę, ryfapentynę i ryfaksyminę.

Przeczytaj ostrzeżenie dotyczące informacji medycznych i pokrewnych zamieszczonych w Wikipedii.